# Иванов, Михаил Михайлович (партийный деятель)
Михаил Михайлович Иванов (14 ноября 1899, д. Сосняги, Рыбинский уезд, Ярославская губерния, Российская империя — 1987, Москва, РСФСР) — советский партийный и государственный деятель, ответственный секретарь Ярославского губернского комитета РКП(б) (1920—1921).

## Биография
Член РКП(б) с 1918 г. В том же году закончил техническое железнодорожное училище. В 1933 г. окончил Московский экономический институт красной профессуры.
С августа 1918 г. — сотрудник Рыбинской чрезвычайной комиссии. Один из организаторов рыбинского «Союза рабочей молодежи III Интернационал».
В декабре 1918 г. был избран председателем Рыбинского уездного комитета комсомола, а в июне 1919 г. — председателем Ярославского губернского комитета РКСМ.
В мае-ноябре 1920 г. — председатель Ярославского губернского комитета, в 1920—1921 гг. — ответственный секретарь Ярославского губернского комитета РКП(б).
Затем был отозван в распоряжение ЦК РКП(б) и находился на партийной работе и в органах советской печати.